# Сезар (кинопремия, 1981)
6-я церемония вручения наград премии «Сезар» за заслуги в области французского кинематографа за 1980 год состоялась 31 января 1981 года во Дворце конгресса (Париж, Франция). Президентом церемонии выступил певец и актёр Ив Монтан.
Историческая драма Франсуа Трюффо — «Последнее метро» собрала рекордное количество наград (10 из 12 номинаций), в том числе все основные призы: за лучший фильм, режиссуру, сценарий, главную мужскую и женскую роли. Достижение по числу наград не преодолено и по сей день, лишь в 1991 году его удалось повторить фильму «Сирано де Бержерак» (10 наград, из 13 номинаций).

## Список лауреатов и номинантов
Количество наград/номинаций:
- 10/12: «Последнее метро»
- 1/6: «Плохой сын»
- 0/6: «Мой американский дядюшка»
- 0/5: «Прямой репортаж о смерти»
- 0/4: «Банкирша»
- 1/3: «Спасай, кто может (свою жизнь)»
- 0/3: «Лулу»
- 0/2: «Я вас люблю» / «Атлантик-Сити»
- 1/1: «Le miroir de la terre» / «Toine» / «Карусель» / «Тень воина»

### Основные категории
• Победители выделены отдельным цветом. 
| Категории                                                                            | Лауреаты и номинанты                                                                 | Лауреаты и номинанты                                                  |
| ------------------------------------------------------------------------------------ | ------------------------------------------------------------------------------------ | --------------------------------------------------------------------- |
| Лучший фильм                                                                         | • Последнее метро / Le Dernier Métro (режиссёр: Франсуа Трюффо)                      | • Последнее метро / Le Dernier Métro (режиссёр: Франсуа Трюффо)       |
| Лучший фильм                                                                         | • Лулу / Loulou (режиссёр: Морис Пиала)                                              |                                                                       |
| Лучший фильм                                                                         | • Мой американский дядюшка / Mon oncle d'Amérique (режиссёр: Ален Рене)              |                                                                       |
| Лучший фильм                                                                         | • Спасай, кто может (свою жизнь) / Sauve qui peut (la vie) (режиссёр: Жан-Люк Годар) |                                                                       |
| Лучшая режиссура                                                                     |                                                                                      | • Франсуа Трюффо за фильм «Последнее метро»                           |
| Лучшая режиссура                                                                     | • Ален Рене — «Мой американский дядюшка»                                             |                                                                       |
| Лучшая режиссура                                                                     | • Жан-Люк Годар — «Спасай, кто может (свою жизнь)»                                   |                                                                       |
| Лучшая режиссура                                                                     | • Клод Соте — «Плохой сын» (фр.)                                                     |                                                                       |
| Лучший актёр                                                                         |                                                                                      | • Жерар Депардьё — «Последнее метро» (за роль Бернара Гранже)         |
| Лучший актёр                                                                         | • Патрик Девер — «Плохой сын» (за роль Брюно Калганьи)                               |                                                                       |
| Лучший актёр                                                                         | • Филипп Нуаре — «Орел или решка» (фр.) (за роль инспектора Луи Барони)              |                                                                       |
| Лучший актёр                                                                         | • Мишель Серро — «Клетка для чудаков 2» (за роль Альбена)                            |                                                                       |
| Лучшая актриса                                                                       |                                                                                      | • Катрин Денёв — «Последнее метро» (за роль Марион Штайнер)           |
| Лучшая актриса                                                                       | • Натали Бай — «Неделя отпуска» (фр.) (за роль Лоренс Кюе)                           |                                                                       |
| Лучшая актриса                                                                       | • Николь Гарсиа — «Мой американский дядюшка» (за роль Жанин Гарнье)                  |                                                                       |
| Лучшая актриса                                                                       | • Изабель Юппер — «Лулу» (за роль Нелли)                                             |                                                                       |
| Лучший актёр второго плана                                                           |                                                                                      | • Жак Дюфило — «Плохой сын» (за роль Адриана Дюссара)                 |
| Лучший актёр второго плана                                                           | • Хайнц Беннент (нем.) — «Последнее метро» (за роль Люка Штайнера)                   |                                                                       |
| Лучший актёр второго плана                                                           | • Ги Маршан — «Лулу» (за роль Андре)                                                 |                                                                       |
| Лучший актёр второго плана                                                           | • Ален Сушон — «Я вас люблю» (за роль Клода)                                         |                                                                       |
| Лучшая актриса второго плана                                                         |                                                                                      | • Натали Бай — «Спасай, кто может (свою жизнь)» (за роль Дениз Римбо) |
| Лучшая актриса второго плана                                                         | • Андреа Ферреоль (фр.) — «Последнее метро» (за роль Арлетт Гильом)                  |                                                                       |
| Лучшая актриса второго плана                                                         | • Клер Морье (фр.) — «Плохой сын» (за роль Маделин)                                  |                                                                       |
| Лучшая актриса второго плана                                                         | • Дельфин Сейриг — «Дорогая незнакомка» (фр.) (за роль Иветты)                       |                                                                       |
| Лучший сценарий, диалоги и адаптация (фр. Meilleur Scénario, Dialogue ou Adaptation) |                                                                                      | • Франсуа Трюффо и Сюзанн Шиффман (фр.) — «Последнее метро»           |
| Лучший сценарий, диалоги и адаптация (фр. Meilleur Scénario, Dialogue ou Adaptation) | • Джон Гуар (англ.) — «Атлантик-Сити»                                                |                                                                       |
| Лучший сценарий, диалоги и адаптация (фр. Meilleur Scénario, Dialogue ou Adaptation) | • Дэвид Рейфил и Бертран Тавернье — «Прямой репортаж о смерти»                       |                                                                       |
| Лучший сценарий, диалоги и адаптация (фр. Meilleur Scénario, Dialogue ou Adaptation) | • Жан Грюо — «Мой американский дядюшка»                                              |                                                                       |
| Лучшая музыка к фильму                                                               |                                                                                      | • Жорж Делерю — «Последнее метро»                                     |
| Лучшая музыка к фильму                                                               | • Мишель Легран — «Атлантик-Сити»                                                    |                                                                       |
| Лучшая музыка к фильму                                                               | • Серж Генсбур — «Я вас люблю»                                                       |                                                                       |
| Лучшая музыка к фильму                                                               | • Антуан Дюамель — «Прямой репортаж о смерти»                                        |                                                                       |
| Лучший монтаж                                                                        | • Мартен Барак (фр.) — «Последнее метро»                                             | • Мартен Барак (фр.) — «Последнее метро»                              |
| Лучший монтаж                                                                        | • Женевьева Виндинг (фр.) — «Банкирша»                                               |                                                                       |
| Лучший монтаж                                                                        | • Арман Псенни — «Прямой репортаж о смерти»                                          |                                                                       |
| Лучший монтаж                                                                        | • Альбер Юргенсон (фр.) — «Укол зонтиком»                                            |                                                                       |
| Лучшая работа оператора                                                              | • Нестор Альмендрос — «Последнее метро»                                              | • Нестор Альмендрос — «Последнее метро»                               |
| Лучшая работа оператора                                                              | • Бернар Цицерманн (фр.) — «Банкирша»                                                |                                                                       |
| Лучшая работа оператора                                                              | • Пьер-Вильям Гленн — «Прямой репортаж о смерти»                                     |                                                                       |
| Лучшая работа оператора                                                              | • Саша Верни — «Мой американский дядюшка»                                            |                                                                       |
| Лучшие декорации                                                                     | • Жан-Пьер Кою-Свелко (фр.) — «Последнее метро»                                      | • Жан-Пьер Кою-Свелко (фр.) — «Последнее метро»                       |
| Лучшие декорации                                                                     | • Жан-Жак Казио (фр.) — «Банкирша»                                                   |                                                                       |
| Лучшие декорации                                                                     | • Жак Солнье (фр.) — «Мой американский дядюшка»                                      |                                                                       |
| Лучшие декорации                                                                     | • Доминик Андре (фр.) — «Плохой сын»                                                 |                                                                       |
| Лучший звук                                                                          |                                                                                      | • Мишель Лоран (фр.) — «Последнее метро»                              |
| Лучший звук                                                                          | • Жан-Пьер Ру (фр.) — «Банкирша»                                                     |                                                                       |
| Лучший звук                                                                          | • Мишель Деруа (фр.) — «Прямой репортаж о смерти»                                    |                                                                       |
| Лучший звук                                                                          | • Пьер Ленуар (фр.) — «Плохой сын»                                                   |                                                                       |
| Лучший короткометражный документальный фильм                                         | • Le miroir de la terre (режиссёры: Даниэль Абсиль и Поль де Рубэ)                   | • Le miroir de la terre (режиссёры: Даниэль Абсиль и Поль де Рубэ)    |
| Лучший короткометражный документальный фильм                                         | • Abel Gance, une mémoire de l'avenir (режиссёры: Лоран Дранкур, Тьерри Фийяр)       |                                                                       |
| Лучший короткометражный документальный фильм                                         | • Dorothea Tanning - Insomnia (режиссёр: Петер Шамони)                               |                                                                       |
| Лучший короткометражный игровой фильм                                                | • Toine (режиссёр: Эдмон Сешан)                                                      | • Toine (режиссёр: Эдмон Сешан)                                       |
| Лучший короткометражный игровой фильм                                                | • Открытие / La découverte (режиссёр: Артюр Жоффе)                                   |                                                                       |
| Лучший короткометражный игровой фильм                                                | • Le bruit des jambes de Lucie (режиссёр: Энн Кесман)                                |                                                                       |
| Лучший короткометражный игровой фильм                                                | • Vive la mariée (режиссёр: Патрис Нойя)                                             |                                                                       |
| Лучший короткометражный анимационный фильм                                           | • Карусель / Le manège (режиссёр: Жан-Пьер Жёне)                                     | • Карусель / Le manège (режиссёр: Жан-Пьер Жёне)                      |
| Лучший короткометражный анимационный фильм                                           | • Le réveil (режиссёр: Жан-Кристоф Виллар)                                           |                                                                       |
| Лучший короткометражный анимационный фильм                                           | • Трое изобретателей / Les Trois Inventeurs (режиссёр: Мишель Осело)                 |                                                                       |
| Лучший иностранный фильм (фр. Meilleur Film étranger)                                | • Тень воина / 影武者 (Kagemusha) (Япония, режиссёр: Акира Куросава)                 | • Тень воина / 影武者 (Kagemusha) (Япония, режиссёр: Акира Куросава)  |
| Лучший иностранный фильм (фр. Meilleur Film étranger)                                | • Слава / Fame (США, режиссёр: Алан Паркер)                                          |                                                                       |
| Лучший иностранный фильм (фр. Meilleur Film étranger)                                | • Крамер против Крамера / Kramer vs. Kramer (США, режиссёр: Роберт Бентон)           |                                                                       |
| Лучший иностранный фильм (фр. Meilleur Film étranger)                                | • Роза / The Rose (США, режиссёр: Марк Райделл (англ.))                              |                                                                       |

### Специальные награды
| Награда          | Лауреаты                         | Лауреаты                      |
| ---------------- | -------------------------------- | ----------------------------- |
| Почётный «Сезар» | Марсель Паньоль (фото 1931 года) | • Марсель Паньоль (посмертно) |
| Почётный «Сезар» | • Ален Рене                      |                               |